# Constitución de Vermont (República de Vermont)

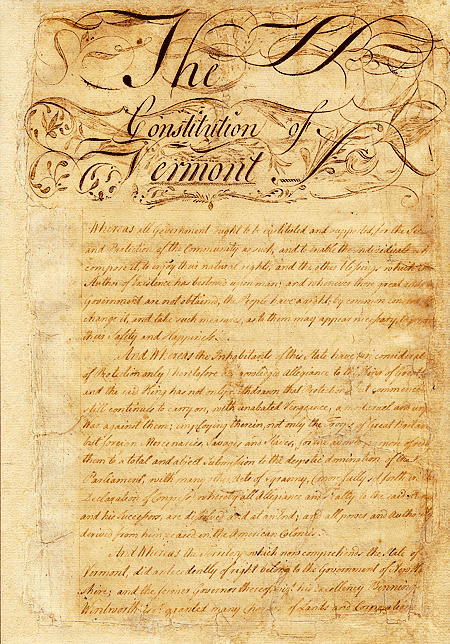
Manuscrito de la Constitución de Vermont, 1777. Esta constitución fue enmendada en 1786, y de nuevo en 1793 después de la admisión de Vermont a la unión federal en 1791.

La Constitución de Vermont fue la constitución del estado de Vermont cuando fue un estado independiente —la Comunidad de Vermont, hoy comúnmente conocida como República de Vermont—, entre 1777 y 1791. La Constitución fue aprobada el 8 de julio de 1777 cuando Vermont declaró su independencia del Imperio Británico. En 1791, Vermont se convirtió en el decimocuarto estado de los Estados Unidos y en 1793 se aprobó su constitución actual, Constitución del Estado de Vermont.

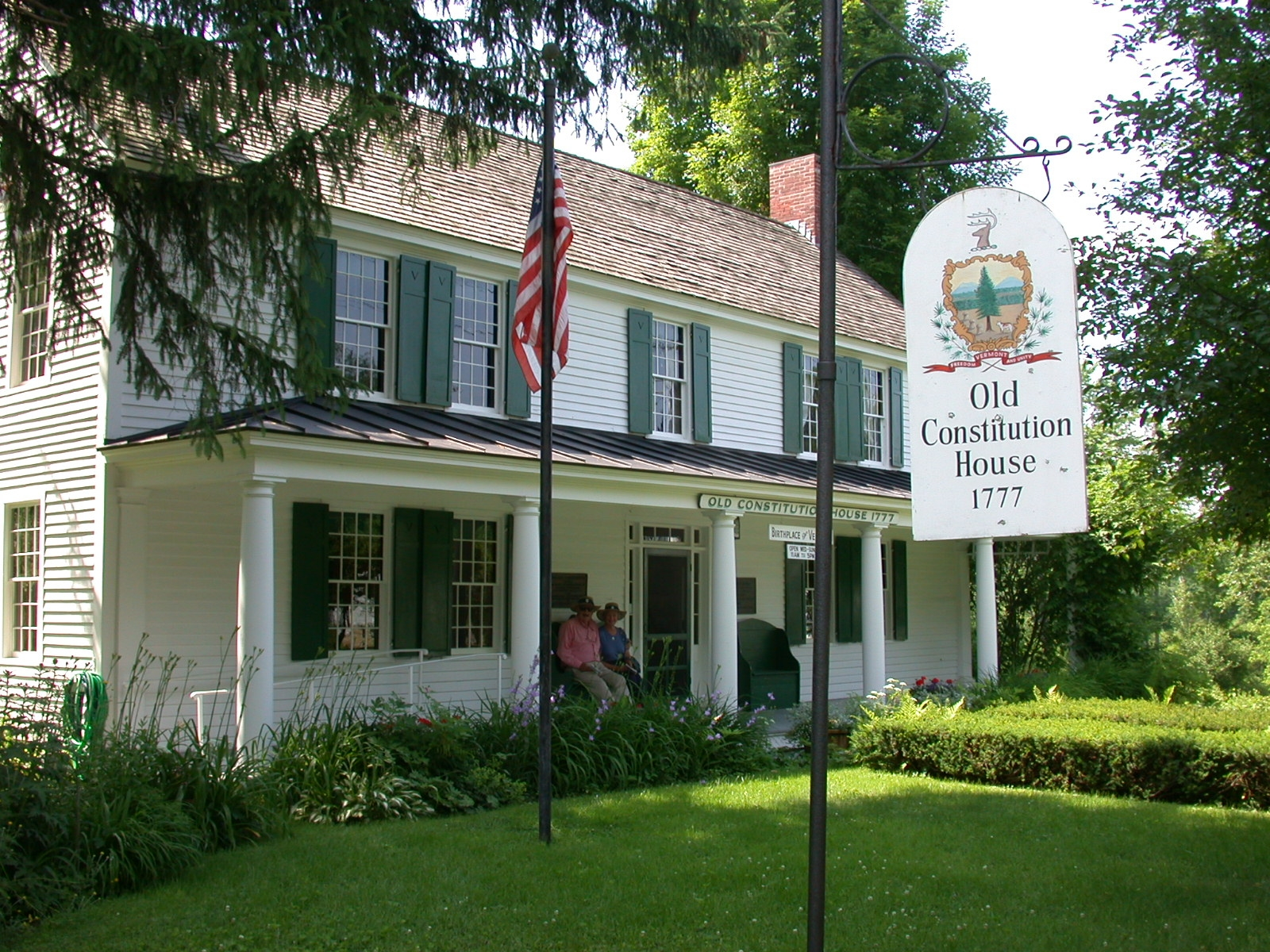
El Old Constitution House, en Windsor, donde se firmó la Constitución.

La Constitución de 1777 fue la primera, en lo que hoy es el territorio de los Estados Unidos, que prohibía la esclavitud, concedía el sufragio a los varones no terratenientes, y que establecía la educación pública gratuita. La Constitución fue aprobada en la taberna de Windsor,  ahora conocida como la Antogia Casa de la Constitución (Old Constitution House), y que es en la actualidad un lugar histórico.

## Contenido
La Constitución consta de tres partes principales.

### Preámbulo
La primera parte es un preámbulo que recuerda la Declaración de Independencia de los Estados Unidos:

Es absolutamente necesario, para el bienestar y la seguridad de los habitantes de este Estado, que debe ser, a partir de ahora, un Estado libre e independiente, y que una forma justa, permanente y adecuada de gobierno debería existir en él, derivada de, y fundada sobre la autoridad del pueblo únicamente, concordante con la dirección del honorable Congreso Americano.

(Aquí el término "Congreso Americano" se refiere al Congreso Continental, y no al Congreso de los Estados Unidos, que no se había establecido aún.)

### Capítulo 1
La segunda parte de la Constitución de 1777 era el capítulo 1, una "Declaración de los derechos de los habitantes del Estado de Vermont." Este capítulo se compone de 19 artículos que garantizan diversos derechos civiles y políticos en Vermont:
El primer artículo declara que "todos los hombres nacen igualmente libres e independientes, y tienen ciertos derechos naturales, inherentes e inalienables, entre los cuales están el disfrute y la defensa de la vida y la libertad, adquirir, poseer y proteger la propiedad, y buscar y obtener la felicidad y la seguridad", haciéndose eco de las famosas frases de la Declaración de Independencia que declaró que "todos los hombres son creados iguales", que poseen "derechos inalienables", entre ellos "la vida, la libertad y la búsqueda de la felicidad". El artículo continúa declarando que debido a estos principios, "no hay varón, nacido en este país, o traído por mar, debe ser retenido legalmente para dar servicio a cualquier persona, como, siervo, esclavo o aprendiz, tras alcanzar la edad de veintiún años, ni mujer, de la misma manera, después de que llegue a la edad de dieciocho años, a menos que hayan otorgado su propio consentimiento". Esta fue la primera abolición parcial de la esclavitud en suelo estadounidense.
El segundo artículo declara que "la propiedad privada debe estar al servicio del uso público, cuando la necesidad lo requiera, sin embargo, cada vez que la propiedad de cualquier hombre en particular se toma para el uso del público, el propietario debe recibir un equivalente en dinero." Esto estableció los principios básicos de la expropiación forzosa en Vermont.

### Capítulo 2
La tercera parte, el capítulo 2, se titula "Un Plan o Marco de Gobierno" (A Plan or Frame of Government).